# Programa Mars Scout

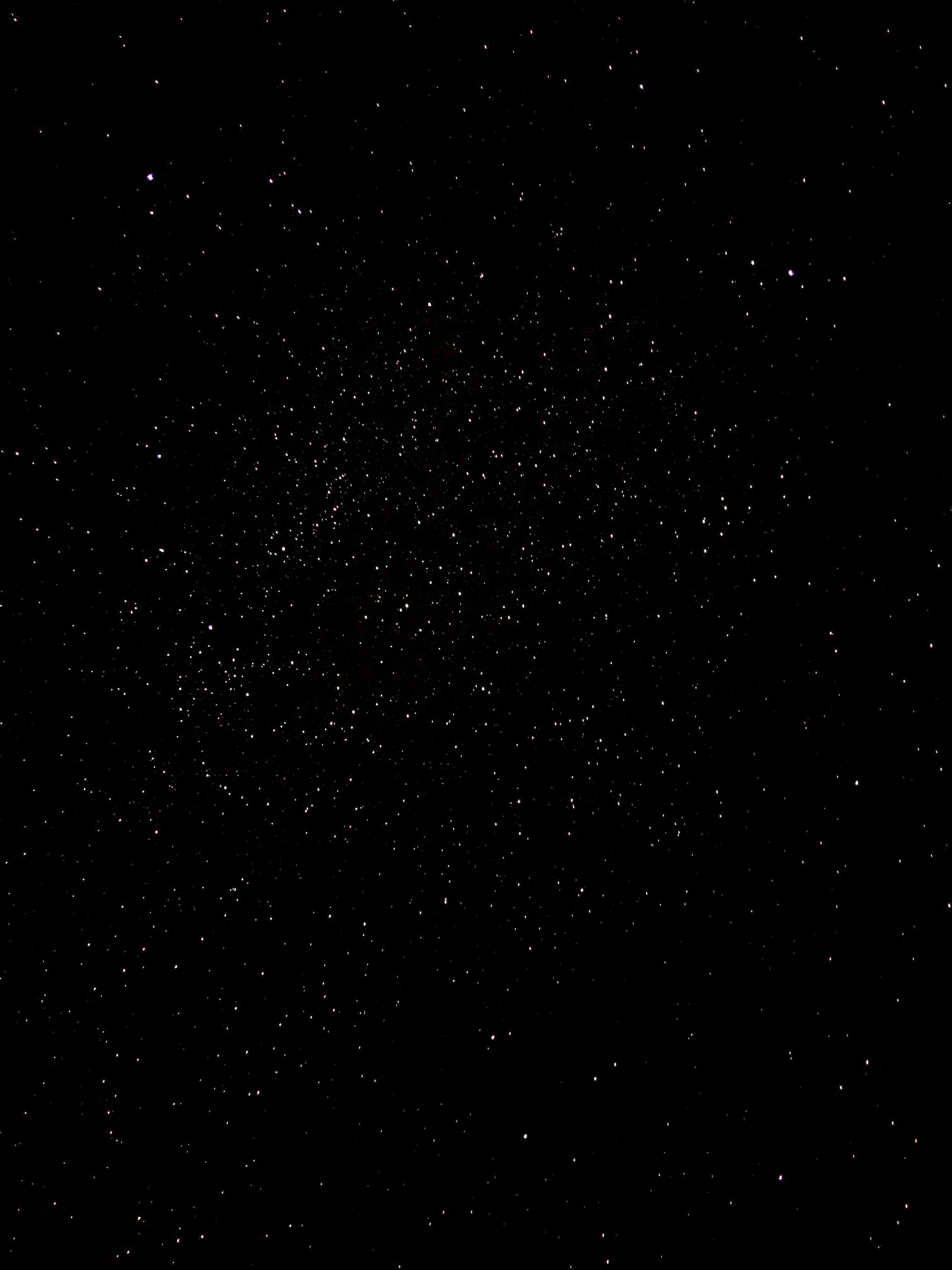
L'espai des de la terra

El programa Mars Scout va ser un programa de la NASA amb la iniciativa d'enviar diversos robots a Mart d'una forma més econòmica. Cada projecte va costar uns 485 milions de dòlars.
Es van llençar dos projectes: la sonda Phoenix, el 4 d'agost de 2007 i la sonda MAVEN, el 18 de novembre de 2013.
El 2010, el Directorat de Ciència de la NASA va anunciar que el programa s'incorporaria al programa Discovery. I aquest es va re-abastar per permetre propostes de noves missions a Mart.